# Бігвава Тельман Бадрієвич
Бігвава Тельман Бадрієвич (1995—2022) — капітан Збройних сил України, учасник російсько-української війни, що відзначився у ході російського вторгнення в Україну.

## Життєпис
Грузин за національністю, народився в Україні в 1995. Закінчив українську військову академію, з 2015 року воював у складі полку (нині бригади) Азов. Командував другою ротою одного із батальйонів полку.
Загинув 8 травня під час оборони Азовсталі.

## Нагороди
- орден «За мужність» III ступеня (28 липня 2022) (посмертно) — за особисту мужність і самовіддані дії, виявлені у захисті державного суверенітету та територіальної цілісності України, вірність військовій присязі.[2]